# 土師千島
土師 千島（はじ の ちしま）は、飛鳥時代の人物。姓は連。土師八手または土師土徳の子とする後世の系図がある

## 経歴
天武天皇元年（672年）の壬申の乱で大友皇子（弘文天皇）側につき、7月13日に近江国の安河の浜で敗れて捕らえられた。土師氏は壬申の乱で同族が敵味方に分かれて戦った。土師千島については他に知られず、捕らえられてからどうなったかも不明である。